# Carl von Schirach
Carl Baily Norris von Schirach (* 10. November 1873 in Kiel; † 11. Juli  1948 in Weimar) war ein deutscher Theaterintendant.

## Leben
Carl von Schirach war der Sohn von Karl Friedrich von Schirach, eines Deutschen, der im amerikanischen Sezessionskrieg gekämpft hatte, seine Mutter war die Amerikanerin Elisabeth Baily Norris. Zunächst schlug er die Offizierslaufbahn ein. In der Spielzeit 1905/06 arbeitete er zu Studienzwecken als Regieassistent am Stadttheater Köln.
Als das Großherzogliche Hoftheater und die Hofkapelle Weimar 1909 durch Max Littmann einen Neubau erhalten hatte, war dies mit der Ablösung ihres Intendanten Hippolyt von Vignau durch Schirach verbunden. Ab Herbst 1908 war er zunächst stellvertretender und ab Oktober 1909 hauptamtlicher Intendant. Unter seiner Leitung entwickelte sich die Institution mit klassisch orientiertem Spielplan, ohne künstlerisch hervorzustechen, zu einer Kultstätte des konservativen Bildungsbürgertums. Die Novemberrevolution beendete 1918 die Existenz des Hoftheaters. An die Stelle Schirachs, der am Ersten Weltkrieg teilgenommen hatte, setzte die provisorische Landesregierung am 1. Januar 1919 den Schriftsteller Ernst Hardt.
Im Jahr 1926 trat Schirach der NSDAP bei, Mitgliedsnummer 48.505, und unterzeichnete 1928 das Gründungsmanifest des Kampfbunds für deutsche Kultur; in Briefen äußerte er sich eindeutig antisemitisch.
Im Jahr 1933 wurde Schirach Generalintendant des Nassauischen Landestheaters Wiesbaden. Obwohl ihm z. B. Joseph Goebbels bereits 1939 Unfähigkeit als Theaterleiter vorwarf, behielt er diesen Posten bis 1943.
Er war verheiratet mit der Amerikanerin Emma Lynah Tillou Bailey Middleton. Sein Sohn war der spätere Reichsjugendführer Baldur von Schirach, seine Tochter Rosalind von Schirach wurde Opernsängerin. 